# 永和區
25°00′33″N 121°31′13″E / 25.00916°N 121.52035°E
永和區位於臺灣新北市西南部，臺北盆地的東南部，其東、西與北等三面皆以新店溪與臺北市為界，南及西南兩面緊鄰中和區:113。全境面積約為5.7138平方公里，人口約有21.4萬人，人口密度每平方公里約有3萬7千多人，是新北市面積最小、人口密度最高的行政區，亦為臺灣人口密度最高且唯一每平方公里超過3萬人的鄉鎮市區。
早期永和區因有新店溪水氾濫，在中和平原地帶為開發較為遲緩的地區。中華民國政府遷臺後，配合臺北市防空疏散計畫，永和成為安置大陸移民的主要地區，之後尚有1955年大陳島撤退的居民、1960年代起因臺北都市化而北上就業的中南部城鄉移民與1976年來自韓國的華僑，使其成為一個擁有多元文化的典型移民城市。

## 詞源

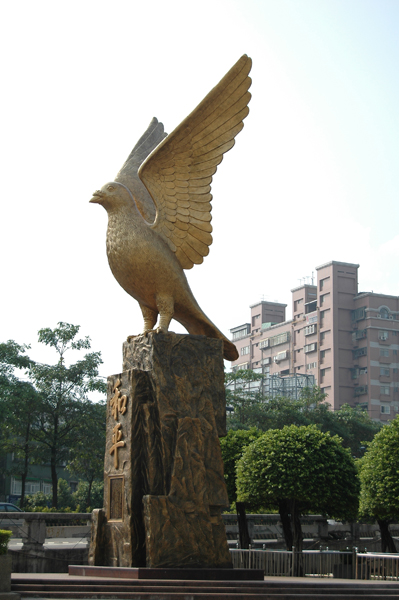
永和區標：中正橋頭和平鴿銅像

戰後1946年起，今永和區所轄地區原隸屬中和鄉。1949年中華民國政府遷台後，大批大陸各省之中華民國國軍官兵及其眷屬，以其地近臺北市區，移住此區，1950年代起，中和鄉又被劃為疏散地區，前述原因致人口快速增加。1954年地方人士發起設鎮，但因秀朗、潭墘、店街等村民意尚未明朗加諸未有經費，至1957年8月22日方奉省政府核准，成立「臺北縣中和鄉溪洲地區設鎮籌備委員會」，正式推動獨立設鎮。
1958年4月1日，永和鎮正式成立。原擬名為「中興鎮」，因易與當時臺灣省政府所在地的南投市中興新村相混淆，故另行命名。由於早年曾發生漳泉械鬥，地方耆宿楊仲佐先生因而命名為「永和」，以祈求各族群和諧、團結、「永久和平」相處，共創地方繁榮。永和之名另有異說，1965年出版的《永和鎮志》有一時任河南省立委段劍岷所作之序，取東晉永和9年（353年）名士會於蘭亭典故，解釋為「反共復國」之意。
此外，中和鄉另有清治、日治時期已存在之「永和」地名（街庄、大字等級），即中原村（今中原里），今中和區之永和路即由此而來，與本區並無關聯。

## 歷史
在台灣史前時期，台北盆地南部屬於平埔族凱達格蘭族分支－雷朗族的活動範圍，其中有兩個部落居住於今永和地區。1641年，荷蘭人擊敗西班牙人進駐台灣北部後，其戶口冊表始見「Cournangh」、「chiron」之部落名稱，即分別為「龜崙蘭社」、「秀朗社」之譯音。
1661年（明永曆15年），鄭成功驅逐荷蘭人後，開啟明鄭時代。當時台灣北部隸屬天興縣，漢族雖已開始進入台北盆地開墾，但主要位於興直、大加蚋一帶，並未踏入本區。
1683年8月（明永曆37年、清康熙22年），清軍擊敗明鄭。次年4月，台灣正式納入清朝版圖，台灣北部隸屬福建省台灣府諸羅縣。1709年（康熙36年），福建泉州人團體陳賴章墾號獲准開墾台北盆地，其中也包括秀朗一帶，為本地區漢人開墾之始。
1723年（雍正元年），由諸羅縣拆分出彰化縣與淡水廳，台灣北部改隸淡水廳。雍正年間，漳州人大舉遷台。由於位於台北盆地中央的大加蚋地區幾乎已被泉州人開墾殆盡，只得渡過新店溪，開墾溪南土地，包括今板橋、中和、永和及部分土城地區，當時稱為“枋橋十三庄”。1875年（光緒元年），設立臺北府，本地區改隸隸屬臺北府淡水縣擺接堡。
1895年（清光緒21年、日明治28年），清朝日本兩國發生甲午戰爭，清朝戰敗後，於馬關條約中將台灣割讓予日本。6月，日本佔領台北地區後，擺接堡隸屬臺北縣直轄枋橋出張所。今永和地區所轄地區，約略為擺接堡轄下的龜崙蘭溪洲、潭墘、秀朗3庄。
1897年6月，日本更改地方制度，廢除各支廳而改設轄區較小的「辦務署」，本地改隸台北縣新莊辦務署。1901年5月，新莊辦務署裁撤，本地改隸三角湧辨務署。1901年11月，廢縣、辦務署而改設廳、支廳，本地改隸臺北廳枋橋支廳。1909年10月，今中、永和地區改制制為枋寮區，其範圍即為日後之中和鄉。據1919年（大正8年）《臺北廳志》記載，枋寮區下轄漳和、中坑、四十張、外員山、永和（今中和區中原里）、龜崙蘭溪洲、潭墘、秀朗、南勢角、員山仔等十，庄下又轄十九土名村落。其中龜崙蘭溪洲、潭墘、秀朗三庄部分位於今日永和區內。
1920年廢廳、區而改為州、郡、街庄，本地隸屬於臺北州海山郡中和。1937年（昭和12年），川端橋（今中正橋）建成，本地與台北之交通往來大為便利。
1945年太平洋戰爭後，初期仍循舊制。次年地方制度改制，廢州、郡、街庄而改為縣、區、鄉鎮，本地隸屬臺北縣海山區中和鄉，共有6村，人口僅有7,723人。1950年8月廢區而由台北縣直轄。
1949年中共建政後，許多追隨中華民國政府遷台之軍民遷入本地，台北市區考慮防空疏散問題將本區劃為疏散地區，以致人口急速增加。1957年時已增為8村，人口共24,983人，於是分鄉設鎮之議遂起。1958年4月1日，本地自中和鄉拆出獨立成為「永和鎮」:445，劃分為上溪里、頂溪里、店街里、網溪里、中溪里、潭漧里、秀朗里及下溪里等8個里（原為中和鄉的8個村）:446。不過由於某些村莊對於要屬中和鄉還是永和鎮的意見一直無法統合，以致於中和與永和之邊界直至1960年10月才確定，由縣政府派員會同雙方鄉鎮長及民政課長，於沿鄉鎮分界處豎立水泥樑柱以為界碑，自此中、永和正式分治。分治後的永和鎮面積共5.59平方公里，置8個里112鄰，人口38,727人。之後境內里數歷經數次變更，1977年5月1日至改制為縣轄市前夕，全鎮劃分為46個里:446、487、488。
1979年1月1日，因地方人口、建設及經濟快速發展，依「台灣省各縣市實施地方自治綱要」升格為縣轄市:487。
2010年12月25日，因五都改制施行，原台北縣升格為直轄市，永和市同時改制為市轄區。

## 地理

### 地形
永和區位於台北盆地的中部偏南，西北至東側由新店溪環繞，與臺北市的萬華區、中正區、文山區隔溪相望，南則大致以瓦磘溝西段、中和路、安樂路、瓦磘溝東段、自立路2巷、秀朗路3段50巷向東延伸線與中和區相鄰。過去永和屬中和的一部分，由於並非地理因素而分治，故交界線的東段房舍緊密相連，中西段的瓦磘溝也只是一條小型排水溝，行政區分界並不明顯，常合稱為「雙和」地區。
永和區全區為新店溪的沖積平原，地勢以東南略高，向西北逐漸降低，其間並無任何山丘。其間地勢較低處在與中和區交界的潭墘一帶，為古新店溪河床地，後因泥沙汙積導致河流改道，但因地勢較鄰地為低而曾經積水成潭。

### 水文
永和區的主要溪流為新店溪，其屬淡水河三大支流之一。新店溪的主流全長約84.6公里，流域面積約為916平方公里，集水區主要在烏來、石碇、坪林三區的雪山山脈之上，有景美溪、北勢溪、南勢溪等支流，尤以後兩者為主要，北勢溪與南勢溪於新店區龜山一帶匯合後始稱新店溪，依序流經永和區民本里等18個里，並在景美一帶匯入景美溪，續行至臺北市中興橋（即板橋區江子翠附近）前與大漢溪匯合納入淡水河:146。

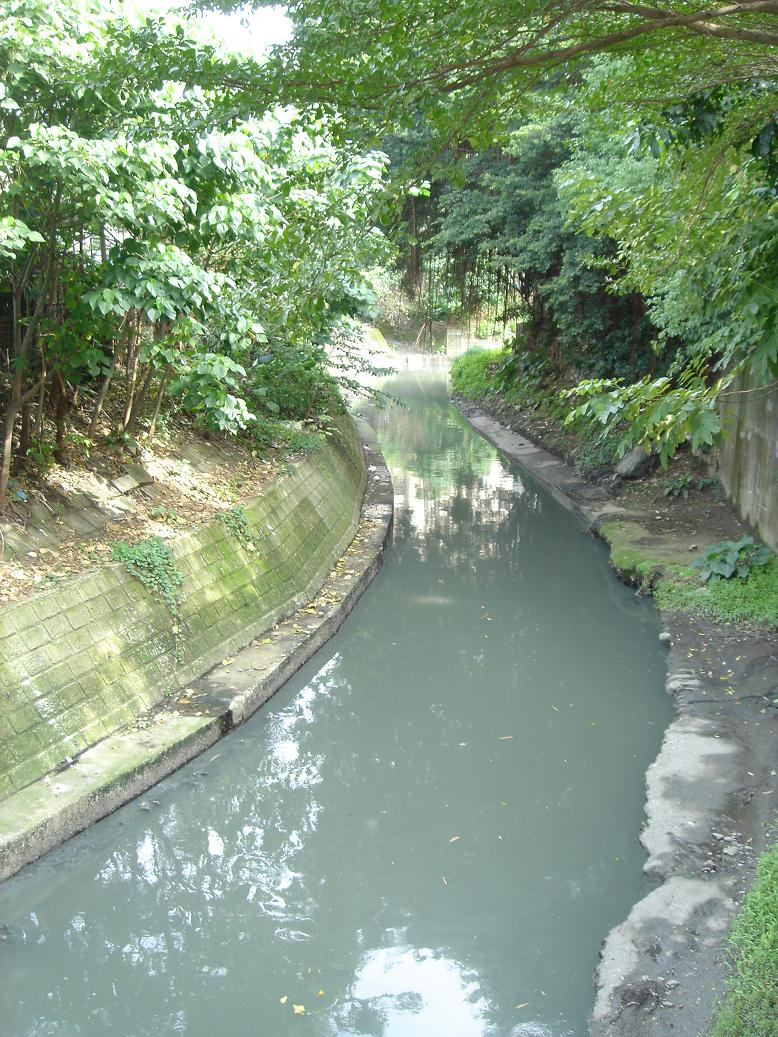
瓦磘溝

瓦磘溝又名潭墘溝，為新店溪支流南勢角溪的主要支流之一，發源於中和區尖山腳，其上游一小段及中、下游為永和區與中和區的界河，全長4公里。早年下游仍可行小舟，現已被整治成為一條典型的大排水溝。

### 氣候
永和區氣象站位於永平高中內，年平均降雨量為2,111毫米，平均溫度為攝氏22.7度。

### 人口
根據新北市政府民政局及內政部戶政司統計，2024年底永和區戶數約9.4萬戶，人口計有213,742人，其中男性人數為100,719人，女性人數為113,023人，性別比約為89.11，是新北市人口性別比最低的行政區。區內人口最多與最少的里分別是保順里與忠義里，2024年底兩里人口分別為11,015人與727人。
2021年5月，永和區老年人口佔全區總人口的比率達到20%，進入超高齡社會。
族群結構方面，早期永和區的原住民有泰雅族與凱達格蘭族，據1717年出版的《諸羅縣志》記載，板橋、中和一帶曾為泰雅族人的活動範圍，至於凱達格蘭族則在雙和一帶有「雷里雷朗社」與「空仔社」等聚落（或稱「繡朗」、「秀朗社」）。舊移民多為清領時期，由福建泉州府同安縣移民入墾的祖先及其後代，有別於鄰近的中和區是以漳州人為主的聚落。新移民的部分，主要分別有戰後時期隨著臺北地區的快速發展，由中南臺灣北漂謀生定居的青壯年人口，亦不乏新婚夫婦與新生兒，以及國民政府遷臺後，由中國大陸遷臺的外省人，其中包括不少大陳島撤退的難民，政府將之安置集中在當地的新生地一帶。

## 政治

### 歷任首長
永和鎮長
| 屆次 | 姓名   | 任期                           | 備註     |
| ---- | ------ | ------------------------------ | -------- |
| 1    | 楊仲佐 | 1958年4月1日－1958年8月20日    | 代理鎮長 |
| 2    | 林溪水 | 1958年8月21日－1965年8月20日   |          |
| 3    | 孫火木 | 1965年8月21日－1973年3月31日   |          |
| 4    | 陳新墻 | 1973年4月1日－1977年12月29日   |          |
| 5    | 孫勝治 | 1977年12月30日－1978年12月31日 |          |

永和市長
| 屆次 | 姓名   | 任期                         | 備註     |
| ---- | ------ | ---------------------------- | -------- |
| 1    | 孫勝治 | 1979年1月1日－1982年2月28日  |          |
| 2    | 孫勝治 | 1982年3月1日－1986年2月28日  |          |
| 3    | 林忠榮 | 1986年3月1日－1990年2月28日  |          |
| 4    | 林忠榮 | 1990年3月1日－1994年2月28日  |          |
| 5    | 林德福 | 1994年3月1日－1998年2月28日  |          |
| 6    | 林德福 | 1998年3月1日－2002年1月31日  |          |
| 6    | 蔡又嘉 | 2002年2月1日－2002年2月28日  | 代理市長 |
| 7    | 洪一平 | 2002年3月1日－2006年2月28日  |          |
| 8    | 洪一平 | 2006年3月1日－2010年12月24日 | 民選末任 |

永和區長
| 任別 | 姓名   | 任期                          | 備註     |
| ---- | ------ | ----------------------------- | -------- |
| 1    | 江美桃 | 2010年12月25日－2011年2月16日 | 代理區長 |
| 1    | 江美桃 | 2011年2月17日－2012年2月9日   |          |
| 2    | 蔡麗娟 | 2012年2月10日－2013年2月9日   | 代理區長 |
| 2    | 蔡麗娟 | 2013年2月10日－2013年3月31日  |          |
| 3    | 吳興邦 | 2013年4月1日－2017年8月14日   |          |
| 4    | 胡合鎔 | 2017年8月15日－2020年6月9日   |          |
| 5    | 陳怡君 | 2020年6月10日－2023年1月31日  |          |
| 6    | 莊茂坤 | 2023年1月31日－2025年1月16日  |          |
| 7    | 周慶珍 | 2025年1月16日－現任           |          |

### 區政組織
永和區公所是新北市政府在永和區的派出機關，在中華民國政府架構中為市政府綜理區政的執行機關，上級業務監督機關為新北市政府。区长由市長任命，其任期為無任期保障。在區長、副區長及主任秘書之下，設有5課4室等9個內部單位。經過2021年9月21日調整市議員選區後，永和區為新北市議會第七選區，在市議會的66席市議員中，永和區共選出3席區域市議員（不含平地原住民與山地原住民議員）。

### 行政區
現今永和區行政範圍的確立，來自於1958年，將原屬中和鄉的下溪村、中溪村、頂溪村、店街村、潭墘村、秀朗村、網溪村、上溪村等8個村獨立出來，升格為永和鎮，直隸於臺北縣。1979年1月1日，永和鎮改制為「永和市」。2010年12月25日，臺北縣改制為直轄市，永和市改制為市轄區「永和區」，隸屬新北市。
永和區共轄62個里，其行政區域分布情形為：
| 次分區 | 里名   | 里名   | 里名   | 里名   | 里名   | 里名   | 里名   | 里名   | 里名   | 里名   | 里名   | 里名   | 里名   |
| ------ | ------ | ------ | ------ | ------ | ------ | ------ | ------ | ------ | ------ | ------ | ------ | ------ | ------ |
| 秀朗區 | 秀朗里 | 秀林里 | 秀元里 | 秀得里 | 秀成里 | 智光里 | 民治里 | 民生里 | 民樂里 | 民富里 | 民本里 | 民權里 | 民族   |
| 秀朗區 | 秀和里 | 永元里 | 河濱里 | 永貞里 | 永福里 | 得和里 |        |        |        |        |        |        |        |
| 潭墘區 | 店街里 | 安和里 | 雙和里 | 水源里 | 協和里 | 永安里 | 永樂里 | 大新里 | 豫溪里 | 福和里 | 光明里 | 潭墘里 | 潭安里 |
| 溪洲區 | 頂溪里 | 新廍里 | 河堤里 | 網溪里 | 竹林里 | 福林里 | 上林里 | 桂林里 | 勵行里 | 正興里 | 永興里 | 中興里 | 復興里 |
| 溪洲區 | 光復里 | 上溪里 | 後溪里 | 信義里 | 仁愛里 | 文化里 | 永成里 | 前溪里 | 中溪里 | 保順里 | 保安里 | 和平里 | 保平里 |
| 溪洲區 | 下溪里 | 忠義里 | 新生里 | 大同里 |        |        |        |        |        |        |        |        |        |

### 其他政府機關
- 核能安全委員會
- 台灣自來水股份有限公司北區工程處

## 經濟
由於永和沒有工業區或工廠，產業結構僅為商業、服務業，加上1950年代因大量外省籍軍、公、教人員遷入，人口急速增加，逐漸發展為住商混合，並成為臺北都會區的一部分。幅員不大，發展趨於飽和，目前除新店溪河堤外的高灘地之外，幾無任何較具規模的用地，經濟及建設發展非常侷限，呈現明顯的停滯老化。
企業
- 欣欣天然氣股份有限公司：天然氣經營業者，經營區域計有台北市文山區、新北市中和區、永和區、新店區及深坑區等五個區域，總公司位於新北市永和區永和路一段。

## 都市規劃

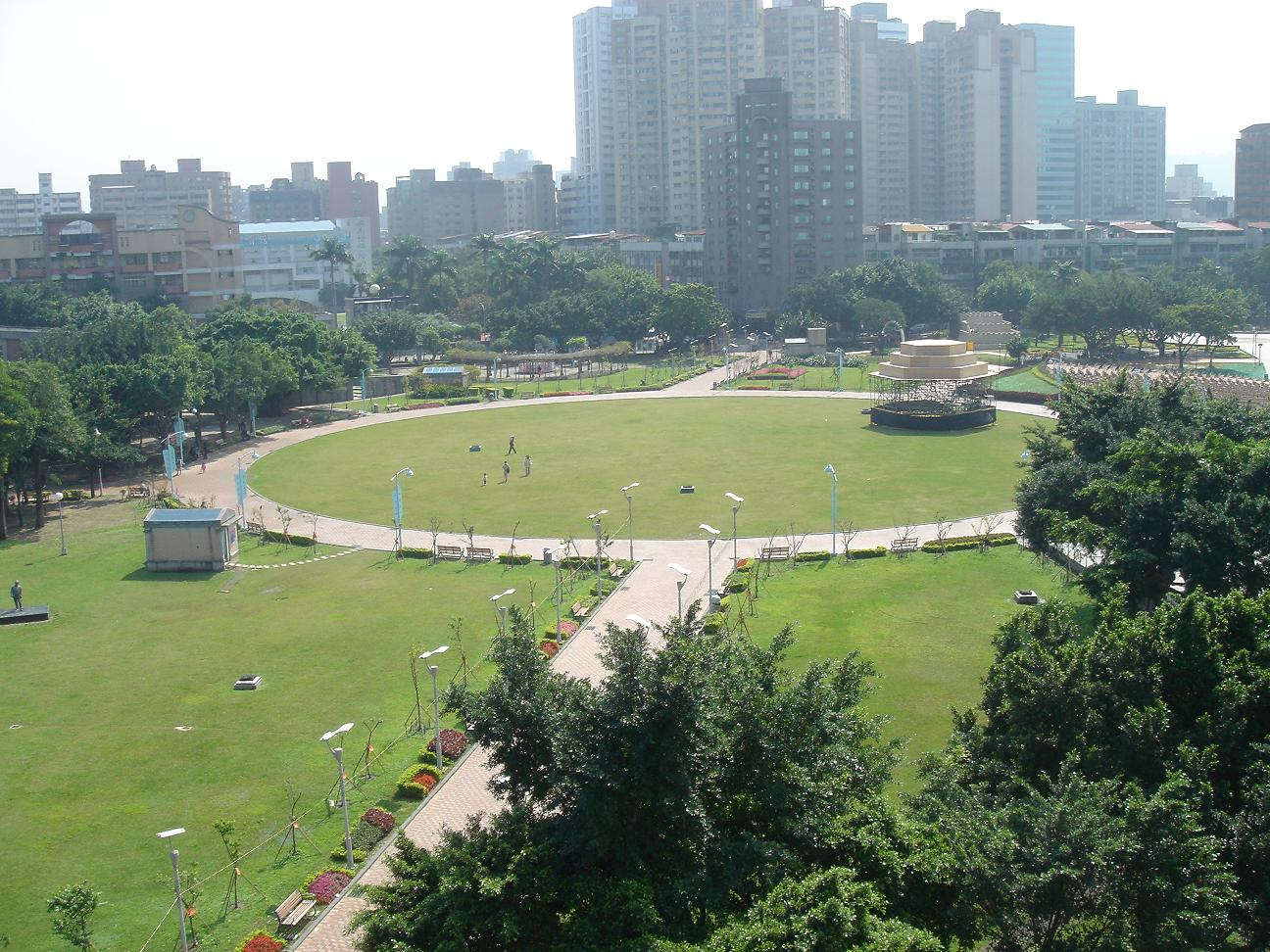
仁愛公園

永和自中和分出前的1955年即擬定公告都市計畫。原本係根據英國埃比尼泽·霍华德所提出花園城市概念，仿效英國郊區花園城市，將英國都市近郊適應起伏地形的環狀規劃移植至永和區。這個構想中的花園城，原本擁有七個大型公園，公園佔九分之一面積，計畫人口3萬人，狹窄的道路則在公園綠地之間迂迴。
但因永和與快速發展的臺北市僅一橋之隔，戰後湧入了遠超出原先設計的人口，又因都市計畫沒有落實導致過度開發，公園預定地幾乎淪為未經合理管控的高密度住宅用地。最初設計的公園，僅一號公園一部分開發為今仁愛公園，另四號公園因在中永和分治時劃入中和而得以倖存之外，其餘綠地均被挪作學校、機關及住宅用地，形成人口密度過高，路狹人稠的擁擠狀況。
原規劃七座公園現況如下：
- 一號公園：仁愛公園、公一公園、永平高中、住宅用地
- 二號公園：福和國中、國軍秀朗福利站、福和公園（為一圓環）、住宅用地
- 三號公園：永和區公所等機關用地、住宅用地
- 四號公園：中和公園（今屬中和區，內設有國立臺灣圖書館。）
- 五號公園：秀朗國小、住宅用地
- 六號公園：住宅用地
- 七號公園：住宅用地[25]

目前除大陳新村都市更新外，永和已無可供再發展的大型素地。

## 文化資產與歷史建築

### 文化資產
- 永和南清社：林文敦，北管戲曲。
- 溪洲全華軒：曾捷盛，北管戲曲。
- 明虛實戲團：林添盛，掌中戲。
- 永和區立國樂團與采風樂坊：永和地區傳統國樂教育。
- 藝術街：位於博愛街。
- 世界宗教博物館：位中山路，世界第一個以“宗教”為主題的博物館。

### 歷史建築
- 網溪別墅：市定古蹟，位於博愛街七號，中和八景之一[註 2]，現為楊三郎美術館。
- 川端橋：中正橋舊名，連結永和與台北市；今日中正橋之主結構為1972年7月改建。
- 店仔街福德宮：主祀福德正神，三百多年歷史。
- 永和保福宮：創建於清道光2年（1822年），為一道教廟宇。主祀保生大帝。

## 教育

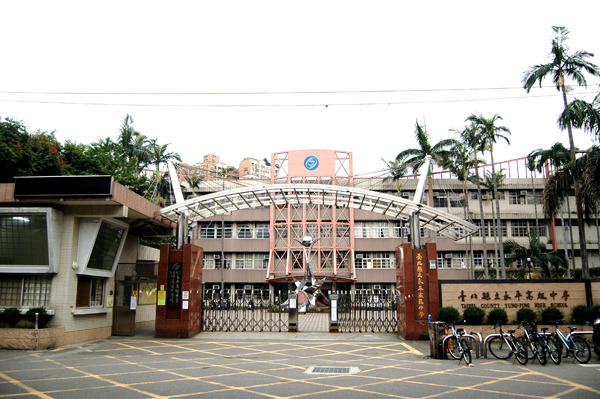
永平高中

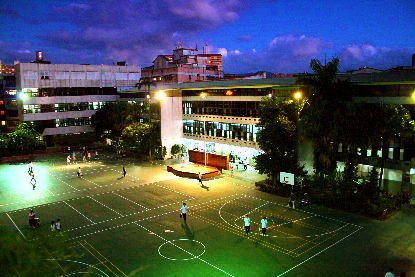
復興商工

### 高級中等學校
- 新北市立永平高級中學
- 新北市私立復興高級商工職業學校
- 新北市私立智光高級商工職業學校
- 新北市私立莊敬高級工業家事職業學校（永和分部）[26]。

### 國民中學
- 新北市立永和國民中學：設有管樂團
- 新北市立永平高級中學（國中部）
- 新北市立福和國民中學：設有美術班與國樂團

### 國民小學
- 新北市永和區秀朗國民小學：曾創下金氏紀錄「人數最多的小學」
- 新北市永和區永和國民小學：永和最老的國小 設有國樂團
- 新北市永和區頂溪國民小學
- 新北市永和區網溪國民小學
- 新北市永和區永平國民小學：設有美術班
- 新北市私立及人國民小學
- 新北市私立竹林國民小學
- 新北市私立育才國民小學

### 新北市立圖書館
- 永和分館
- 永和民權分館
- 永和忠孝圖書閱覽室
- 永和保生分館
- 永和親子圖書閱覽室 (為配合「永和新生地(大陳社區)更新單元6範圍都市更新事業案」點交流程，自2025年3月25日起將全面閉館，停止提供對外服務。)

### 社區大學
- 永和社區大學 （页面存档备份，存于）：1999年成立，為全台第二所成立的社區大學

## 醫療
- 天主教永和耕莘醫院
- 永和區衛生所 (秀朗路一段137號)
- 永和復康醫院 (中和路575號)

## 交通

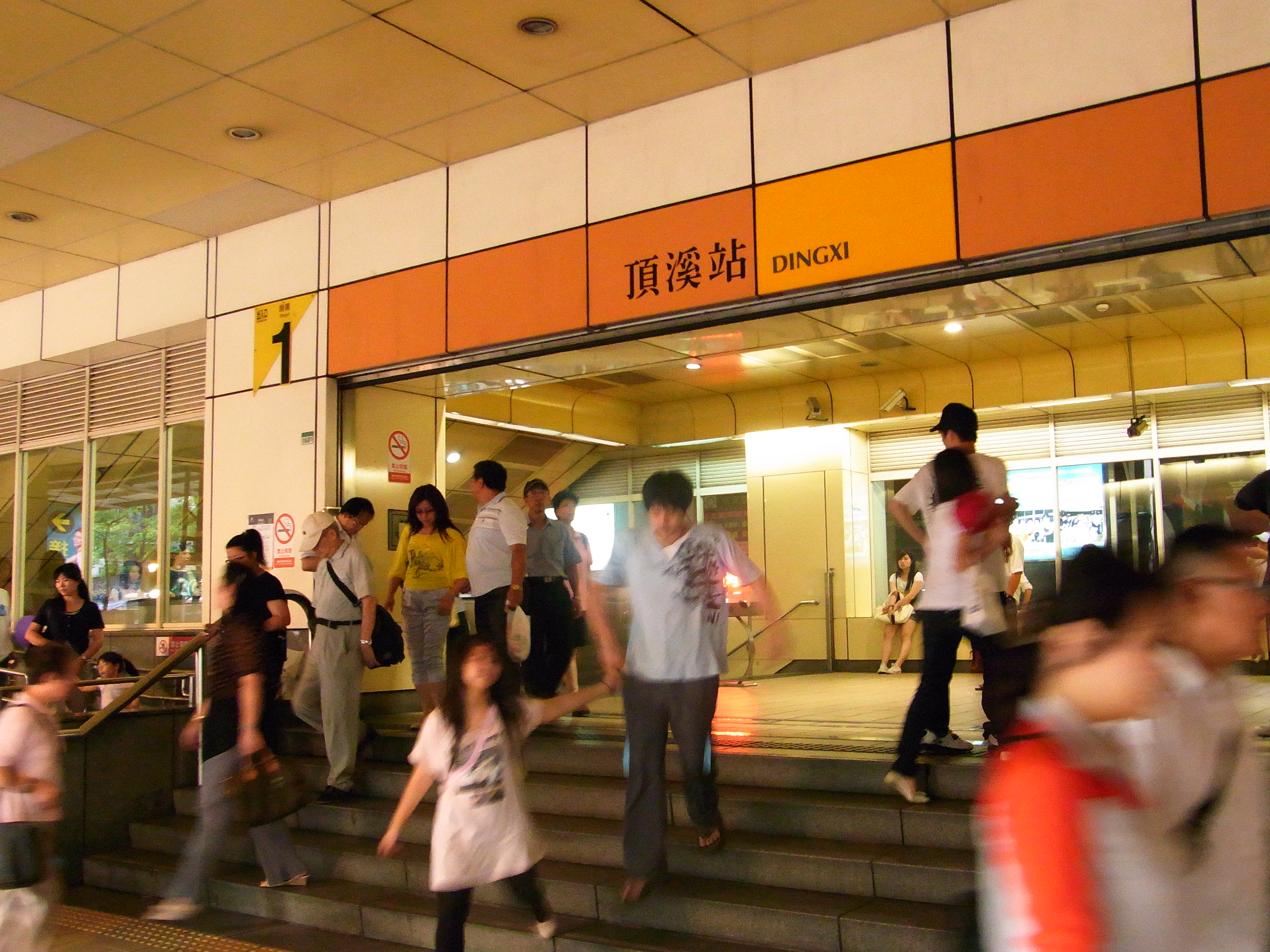
台北捷運頂溪站

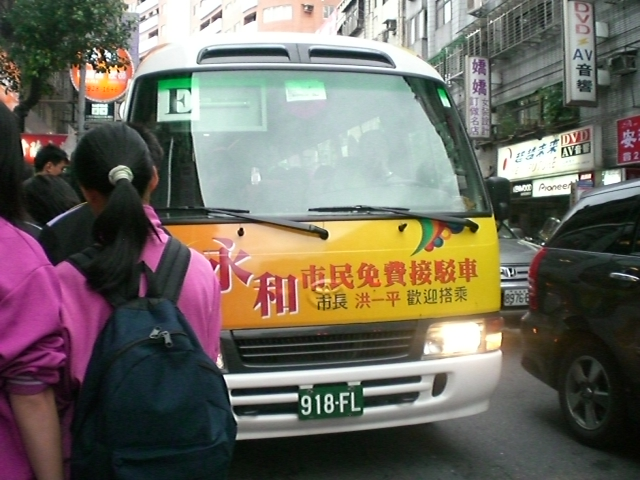
永和接駁公車E線（今新北市新巴士F526線）

由於新店溪的阻隔，古時候與臺北市的交通都是靠渡船來維繫，彼時較大的渡口是網溪渡，聯絡溪洲與臺北市，碼頭即現今之光復街底，道路兩旁遍植黃槴花，至花開時節香氣怡人。如今藉由中正橋、福和橋及永福橋等交通要道，中和區交界處幫助民眾往返臺北市與永和區兩地。
永和區與中和區雖然曾經屬於同一個行政區，但分治後道路各自命名，因此如同台灣其他相鄰的行政區，相同路名通常指不同的道路。但也有少數例外，例如兩地的中和路、中山路即為跨區共用門牌系統的道路，其中中山路之永和部分編為「一段」，中和部分編為「二段」。
比較特殊的是，中和區的永和路是通往位於華中橋西邊之中原里的一條小道，因中原里舊稱「永和」而得名。該道路形成已有數百年之久，與現今的永和區無關。。

### 捷運
台北捷運
- 中和新蘆線：頂溪站、永安市場站
- 萬大樹林線：永平國小站（永和站）（預計2027年完工啟用）

### 鐵路
永和區境內沒有鐵路（縱貫線）經過，距離最近的鐵路車站即是萬華火車站（約15分鐘）車程以及台北火車站（約18分鐘）車程。

### 公路
- 國道三號（福爾摩沙高速公路）
  - 中和交流道，位於中和區，距離永和區市區約15分鐘車程。

### 快速道路
- 新北環河快速道路－新北市三大快速道路之一，連接三重、新莊、板橋、中和、新店安坑地區，為永和境內唯一的快速道路。

### 市道
- 市道111號（中正橋／永和路／中和路）

### 區道
- 北88線（中山路）
- 北94線（秀朗路）
- 北95線（中正路／安樂路）

### 市區街道
- 永和路－貫穿永和的主要道路，略呈北北東－南南西走向。北經中正橋通往台北市，南接中和路聯絡中和區，中途經過樂華夜市，本路段捷運頂溪站周邊是永和最熱鬧的商圈所在；底下有台北捷運中和線通過，亦為市道111號。
- 中和路－連接永和區與中和區鬧區的道路，為中永和的邊界道路，東南側屬中和，西北側屬永和。其中東半段底下有台北捷運中和線通過，公路編號為市道111號。
- 中正路－位於永和東側；智光商職坐落於此。
- 中山路－永和新闢的道路，是通往中和最重要的道路，比漾廣場坐落於此。
- 福和路－經永福橋連接台北市公館地區的主要道路。
- 自由街－連接本區中和路與福和路。
- 竹林路－永和區公所坐落於此，並且和永貞路、文化路連結，環繞永和一圈。
- 林森路－經福和橋連接台北市公館地區的另一條主要道路。
- 成功路－秀朗地區主要道路，有匝道可以連接上福和橋。
- 環河路－永和沿著築堤開闢的道路，新北環快沿著本路開闢。
- 得和路－起自四號公園垂直交中正路.民族路.民權路.永元路.民生路.止於成功路其上有秀朗國小。
- 永貞路－西起仁愛公園，東至竹林路、福和路口，為永和最重要的東西向幹道。
- 安樂路－為永和區與中和區的邊界道路，東側為永和，西側為中和。該路從前係永和溪州地區通往中和南勢角地區的重要道路，自從中正路建成後，因道路彎曲狹窄，失去競爭性，已降為次要道路。

### 聯外橋梁
- 中正橋－自永和路二段通往臺北市重慶南路三段；並與水源快速道路相接。
- 福和橋－自林森路、成功路一段（往台北機車引道設置處）通往臺北市基隆路四段；並與基隆路高架道路相接。
- 永福橋－自福和路通往臺北市思源路。橋側有自來水公司輸水用的拱形的水管橋為其特色。

### 客運

#### 捷運接駁公車
- 橘2（中和站－秀山地區）
- 橘3（中和站－捷運頂溪站）
- 綠2 左線（景美女中－中永和）
- 綠2 右線（景美女中－中永和）
- 藍41（捷運海山站－捷運永安市場站）

#### 聯營公車
- 聯營5（中和保養廠－行天宮）
- 聯營207（內湖調度站－南勢角）
- 聯營208（中和－大直）
- 聯營208直達車（中和－大直）
- 聯營208區間車（中和－公館）
- 聯營214（中和－內湖）
- 聯營214直達車（中和－松山機場）
- 聯營227（三重－永和）
- 聯營254（大鵬新城－民生社區）
- 聯營254區間車（大鵬新城－捷運公館站）
- 聯營262（德霖學院－民生社區）
- 聯營262區間車（中和－民生社區）
- 聯營297（中和－中山市場）
- 聯營304重慶線（故宮－永和）
- 聯營304承德線（故宮－永和）
- 聯營311（中和－松山）
- 聯營311區間車（中和－捷運公館站）
- 聯營670（華夏科大－台北車站）
- 聯營672（大鵬新城－民生社區）
- 聯營672區間車（大鵬新城－捷運公館站）
- 聯營688(建國北路－中和成功路)

#### 新北市區公車
- 新北51（板橋－永和）
- 新北57（板橋－永和）
- 新北241（中和－博愛路）
- 新北242（中和－西門）
- 新北243（中和－西門）
- 新北248（錦繡－民生社區）
- 新北249（華夏科大－台北車站）
- 新北275（德霖學院－松山機場）
- 新北624（新店－西門）
- 新北624 (經綠野香坡)（新店－西門）
- 新北706（三峽－西門）
- 新北707（三峽－松山機場）
- 新北895（南勢角－捷運公館站）
- 新北897（及人中學－板橋）

#### 快速公車
- 950（中和－內湖科學園區）

#### 新北市新巴士（免費社區巴士）
- F521線（A線）（仁愛公園－永平路口）
- F522線（B線）（捷運頂溪站－耕莘醫院永和分院）
- F523線（C線）（永平國小－保順新生路口）
- F525線（D線）（新北市立圖書館永和民權分館－遠東愛買）
- F526線（E線）（民本里－民樂里）

#### 國道客運
- 中壢客運、台聯客運、國光客運聯營：市政府9001中壢。
- 台聯客運：台北5350龍潭·小人國·六福村。

#### 內科通勤專車
- 內科2（中和－內湖科學園區）
- 內科3（土城駕訓中心－內湖科學園區）

#### 南軟通勤專車
- 中和線（中和－南港軟體園區）
- 雙和線（土城駕訓中心－南港軟體園區）

## 休閒旅遊

### 景點
- 世界宗教博物館：位於永和區中山路與保生路口。
- 店仔街福德宮
- 樂華夜市：位於永和路一段與永平路、永貞路一帶，是台灣著名的觀光夜市之一，也是居民生活中心。
- 永和保福宮
- 永和豆漿：原指位於永和路二段中正橋頭的多家24小時營業的豆漿店，1970年代開始逐漸聞名全台後，台灣許多縣市都有名為永和豆漿的早點店。
- 永和南清宮 ：位於忠孝街34巷10號

### 特色街道
- 韓國街：位於中興街，沿線以許多韓國舶來品店家為主要特徵。
- 藝術街：位於博愛街，因楊三郎美術館之故，整理為人行步道，假日有時有藝文活動表演。
- 美工材料街：位於秀朗路， 因復興商工美工設計相關科系之故，開了頗為密集的店家。
- 家具街：位於中正路與中和區交界處（中和區宜安路以南、中正路2巷以北），與中和區安樂路共同組成許多平價的家具店。
- 民俗街：位於店仔街福德宮前廣場。

### 購物商場
- 比漾廣場：位於永和中山路與保生路口，地下2樓至5樓為百貨公司，4樓為喜樂時代影城。
- 愛買永和店
- 寶雅生活館永和中正店、永和中山店

### 表演場地
- 新北市永和區國父紀念館

## 文學中的永和
- 周夢蝶，詩選〈川端橋夜坐〉，1958年。
- 侯榕生，散文〈家在永和〉，收錄於《家在永和》1982年，純文學出版社。
- 徐鍾珮，散文〈發現川端橋〉1950年代，收錄於《我在台北及其他》1986年，純文學出版社。
- 舒國治，散文〈無中生有之鎮─永和〉，收錄於《作家的城市地圖》，2004年，木馬文化。
- 劉梓潔，散文《我在永和及其他》，收錄於《父後七日》，2010年，寶瓶文化。

## 外部連結
- 永和區公所 （页面存档备份，存于）
- 永和區戶政事務所 （页面存档备份，存于）
- 永和區衛生所 （页面存档备份，存于）